# California Heatwave
I California Heatwave sono stati una franchigia di pallacanestro della ABA 2000, con sede a Madera, California.
Debuttarono a Fresno come Fresno Heatwave nella stagione 2003-04 terminando con un record di 13-16, ma non prendendo parte ai play-off. Dopo altre due stagioni, nel 2006, si trasferirono a Sacramento, assumendo il nome di Sacramento Heatwave. Nel 2013 si trasferirono a Madera, cambiando nuovamente denominazione.
Sono scomparsi dopo la stagione 2013-14.

## Stagioni
| Stagione | Lega     | Denominazione       | V  | P  | %    | Piazzamento | Play-off          |
| -------- | -------- | ------------------- | -- | -- | ---- | ----------- | ----------------- |
| 2003-04  | ABA 2000 | Fresno Heatwave     | 13 | 16 | 44,8 | 4º          | I playoff mancati |
| 2004-05  | ABA 2000 | Fresno Heatwave     | 4  | 9  | 30,8 | 11º         | I playoff mancati |
| 2005-06  | ABA 2000 | Fresno Heatwave     | 2  | 20 | 9,1  | 5º          | Wild card round   |
| 2006-07  | ABA 2000 | Sacramento Heatwave | 11 | 9  | 55,0 | 2º          | I playoff mancati |
| 2007-08  |          | non disputata       |    |    |      |             |                   |
| 2008-09  | ABA 2000 | Sacramento Heatwave | 0  | 1  | 0,0  | 8º          | I playoff mancati |
| 2009-10  | ABA 2000 | Sacramento Heatwave | 13 | 12 | 52,0 | 4º          | Quarti di finale  |
| 2010-11  | ABA 2000 | Sacramento Heatwave | 8  | 6  | 57,1 | 6º          | I playoff mancati |
| 2011-12  | ABA 2000 | Sacramento Heatwave | 2  | 16 | 11,1 | 6º          | I playoff mancati |
| 2012-13  | ABA 2000 | Sacramento Heatwave | 2  | 6  | 28,6 | 4º          | I playoff mancati |
| 2013-14  | ABA 2000 | California Heatwave | 2  | 4  | 33,3 | 4º          | I playoff mancati |